# 플로우식
플로우식(Flowsik, 1985년 4월 5일 ~ )은 미국의 래퍼이자, 아지아틱스의 일원이다.

## 노래 목록

### 싱글
- "The Calling" (2015)
- "STAY STRONG" (2015) - 주헌 듀엣
- "Konus" (2015)
- "야, 너" (2015)
- "RECIPE" (2016) - 승연 듀엣
- "ALL I NEED" (2018)
- "BBUNG (뻥)" (2018)
- "KARI" (2018)
- "일주일째(1week)" (2019)

### 피처링
- "I Love You" (2010, JYJ)
- "Let This Die" (2012, 브라이언)
- "Tarantallegra" (2012, 김준수)
- "Only Love" (2013, 김재중)
- "Kiss B" (2013, 김재중)
- "I Like" (2013, 현아)
- "Red Balloons" (2014, IAMDEMIC)
- "Whispers" (2014, IAMDEMIC)
- "Me, Today" (2015, 에스나)
- "우주를 건너" (2016, 김보형)
- "NiNaNo" (2017, 민지)
- "All Cash, No Checks" (2018, athena)

## 출연 프로그램
- 《Show Me The Money 5》 (2016)